# ميتشل فايينبوم
ميتشل جاي فايينبوم (بالإنجليزية:  Mitchell Jay Feigenbaum)‏( ولد في 19 ديسمبر 1944 ) هو فيزيائي رياضي له دراسات رائدة في نظرية الشواش أدت لاكتشاف ثابتا فايينبوم.

## حياته
ولد فايينبوم في مدينة نيويورك لوالدين يهوديين مهاجريين من بولندا وأوكرانيا. ارتاد المدرسة الثانوية في بروكلين في نيويورك. بدأ في عام 1964 الدراسات العليا في معهد ماساتشوستس للتقنية. سجل في الدراسات العليا في الهندسة الكهربائية ثم تحول إلى الفيزياء. أكمل أطروحة الدكتوراة عام 1970 في علاقات التشتت تحت إشراف البروفيسور فرانسيس لو.
بعد بعض المراكز في جامعة كورنيل وجامعة فرجينيا للتقنية، عرضت عليه وظيفة على المدى الطويل في المختبر الوطني في لوس آلموس في نيومكسيكو لدراسة الجريان المضطرب في السوائل. على الرغم من أن تلك المجموعة من الباحثين لم تستطع في النهاية أن تكشف عن الحل للنظرية الراهنة المستعصية للسوائل المضطربة إلا أن أبحاثه قادته إلى الدراسة في نظرية الشواش.

## الجوائز والتكريم
- جائزة داني هينمان للفيزياء الرياضية (2008)[13]

## اقرأ أيضا
- نظرية الشواش
- متتالية لوجستية
- هندسة كسيرية